# Clasa de dans
Clasa de dans este o pictură impresionistă în ulei pe pânză din 1871-1874 realizată de pictorul francez Edgar Degas. Măsurând 85 × 75 cm, este deținută de Musée d'Orsay din Paris din 1911. Perioada și tehnica folosită fac din acesta o pictură impresionistă.
Degas a frecventat asiduu Opera din Paris, ca spectator, dar și în culise, foaierul unde se aflau dansatorii, unde a fost prezentat de un muzician prieten al orchestrei. La acea vreme, se afla încă în clădirea de pe rue Le Peletier, și nu era clădirea Operei proiectată de Charles Garnier, care o va înlocui mai târziu.
De la începutul anilor 1870 și până la moartea sa, balerinele care făceau exerciții, repetau sau se odihnesc au devenit subiectul preferat al lui Degas, preluat neobosit cu numeroase variații de posturi și gesturi. Era mai interesat de pregătirea balerinelor decât de ceea ce se întâmpla în lumina reflectoarelor.
În acest tablou, lecția se termină: elevii sunt epuizați, se întind, se contorsionează pentru a a-și îndrepta spatele, își ajustează coafura sau toaleta, un cercel, o panglică, acordând puțină atenție profesorului inflexibil, portretul lui Jules Perrot, autentic maestru de balet.